# 楠世蓮
楠 世蓮（くすのき せれん、1991年10月12日 - ）は、日本のタレント、モデル、歌手、女優である。モデル、歌手等では「SELEN」名義でも活動。大分県出身。えりオフィス所属。

## 略歴
- 2007年より地元大分で学生情報誌『CHIME』の専属モデルからなる現役高校生ユニット“CHIMO”として活動。2009年2月14日、シングル『We Are CHIMO Yeah!!／Best Friend』でCDデビュー。
- 2010年3月、CHIMOを卒業。同年4月、ソニー・ミュージックアーティスツに所属。
- 2012年10月、テレビ朝日「ガールズトーク〜十人のシスターたち〜」にてテレビ初出演。黄色の横田役で、「〜でございますよ。えへっ」の決め台詞で人気になり、番組内のセンター争奪戦で優勝。
- 2013年3月、劇団ハーベスト「位置について」にて初舞台。
- 2014年、音楽ゲームREFLEC BEATのアルバム「REFLEC BEAT groovin’!!+colette ORIGINAL SOUNDTRACK」に収録されているヒゲドライバーが作曲した「打打打打打打打打打打」にて歌手活動を行う。YouTube再生数1200万回を越える。
- 2014年、10月、テレビ神奈川「実在性ミリオンアーサー」にてテレビ初主演。
- 2019年4月、7年間所属したソニー・ミュージックアーティスツを退社し、フリーランスとなる。[1]
- 2021年5月、えりオフィスに所属[2]。

## 出演
※ CHIMOとしての活動はCHIMO参照 下記出演項目SELEN名義含む。

### テレビ番組

#### バラエティ
- 俳句さく咲く！ （2016年4月24日 - 2017年3月26日、NHKEテレ）[3]

#### ドラマ
- ガールズトーク〜十人のシスターたち〜 （2012年10月2日 - 2013年3月26日、テレビ朝日） - 黄色の横田 役
- ガールズトーク 薔薇組（2013年10月1日 - 2014年3月25日、テレビ朝日） - 白薔薇の聖矢 役
- 実在性ミリオンアーサー（2014年10月3日 - 2015年3月27日、UHF局） - アーサー-剣術の城- 役[4][5]
- トーキョーカモフラージュアワー 第3話（2025年2月3日、朝日放送テレビ） - バーの客 役[6]

### ウェブテレビ
- 真夜中のニャーゴ（2016年9月12日 - 16日、2016年9月19日 - 、フジテレビ・ホウドウキョク） - 「真夜中の4Gamer」コーナーアシスタント→MC（以降、レギュラー）[7][8]

### 舞台
2013年
- 劇団ハーベスト「位置について! -girls start up!-」（2013年3月27日 - 31日、DDD AOYAMA CROSS THEATER） - ライカ 役
- 保木本真也がプロデュース「ティーチャー」（2013年7月19日 - 28日、池袋・シアターグリーン BIG TREE THEATER） - 見延由衣 役

2014年
- 劇団ハーベスト「反重力ガール -STARTING OVER-」（2014年3月30日、新宿SPACE107） - 日替わりゲスト
- 怪傑パンダース「透明少女」（2014年6月25日 - 29日、新宿村LIVE） - 主演・本田圭 役
- GENKI Produce「図書館二居マス」（2014年9月17日 - 23日、笹塚ファクトリー） - 主演・代々木沙耶 役

2015年
- LIVEDOGプロデュース「ユメオイビトの航海日誌」（2015年2月11日 - 15日、新宿・シアターサンモール） - レナ 役
- 「逆転裁判2 〜さらば、逆転〜」Aチーム（2015年4月29日 - 5月10日、六本木・俳優座劇場） - 狩魔冥 役
- アリスインプロジェクト「アリスインデッドリースクール ビヨンド 」（2015年8月12日 - 23日、池袋・シアターKASSAI） - 紅島弓矢 役
- GENKI Produce「お祭り GENKI どうも笹塚」（2015年9月8日、笹塚ファクトリー） - 日替わりゲスト
- ASSH「轟然 -GO-ZEN-」（2015年9月17日 - 20日、新宿・シアターサンモール） - ヒロイン・真名／伊月 役
- 劇団TEAM-ODAC「僕らの深夜高速」（2015年10月7日 - 12日、青山一丁目・草月ホール） - 椎名幸恵 役
- 「逆転裁判2 〜さらば、逆転〜」（再演）Aチーム - 狩魔冥 役
  - 東京公演（2015年10月31日 - 11月8日、六本木・俳優座劇場）
  - 大阪公演（2015年11月21日 - 11月23日、ABCホール）

- 人猫『このニャかに人猫（じんびょう）がいるニャ』〜舞台『のぶニャがの野望』トライアル公演〜（2015年12月16日 - 23日、六本木・俳優座劇場） - いニャひめ 役

2016年
- Theatrical company Toy Late Lie「『思春』〜遥かなるオヤジーデ〜」（2016年2月3日 - 7日、池袋・シアターグリーン BIG TREE THEATER） - 皆川遥 役
- のぶニャがの野望「ねこ軍議〜飼い猫はどいつニャ？〜」（2016年3月1日 - 6日、笹塚ファクトリー） - いニャひめ 役
- Askプロデュース「WORLD〜beyond the destiny〜」（2016年4月23日 - 5月1日、新宿・スペース・ゼロ） - ヒロイン・飯島くるみ 役
- のぶニャがの野望「ねこ軍議〜飼い猫はどいつニャ？〜 さニャだ編/関ヶ原編」関ヶ原編 - 淀ニャン 役
  - 東京公演（2016年8月5日 - 14日、新大久保・R's アートコート）
  - 滋賀公演（2016年8月20日 - 21日、米原・ルッチプラザ）

- MAIA STARSHIP「月喰マスカレイド prism waltz」チーム【望】（2016年12月15日 - 18日、王子・ベースメントモンスター） - 胡凛 役

2017年
- ぐりむの法則「嘘つき歌姫」（2017年2月16日 - 20日、新宿・シアターサンモール） - W主演・チームBerry 卯月ユリカ 役
- 劇団時間制作「うるさくて、うるさくて、耳を塞いでもやはりうるさくて」Aチーム（2017年3月29日 - 4月9日、中野・劇場MOMO） - 関谷春代 役
- くろまくプロデュース「私を知らないで」（2017年7月12日 - 17日、ザムザ阿佐谷） - ヒロイン・キヨコ（新藤ひかり） 役
- 聖地ポーカーズ魄/hack「ハコオンナ」（2017年8月9日 - 13日、築地・築地本願寺ブディストホール） - ヒロイン・設楽優樹芽（シタラ ウズメ） 役
- 唐橋充×宮下貴浩「百年の虎独 2017」猫チーム（2017年9月1日 - 10日、下北沢・Geki地下Liberty） - こだま 役
- UZR-ウズラ-「えきものがたり」（2017年10月11日 - 15日、王子神谷・シアター・バビロンの流れのほとりにて） - 宮崎茜 役
- 劇団時間制作「手を握る事すらできない」Aチーム（2017年11月8日 - 19日、大塚・萬劇場） - 朝賀美由紀 役
- 宮下貴浩×私オム「蛇の亜種 2017Christmas特別公演」Aチーム（2017年12月20日 - 28日、下北沢・Geki地下Liberty） - ナミ 役

2018年
- 犀の穴プロデュース「あの子の宿題」（2018年1月18日 - 21日、十条・演劇スペース「犀の穴」） - ヒロイン・あの子 役
- アサルトリリィ×私立ルドビコ女学院×人狼TLPT 人狼TLPT S「未来への十字架」（2018年2月7日 - 12日、新宿村LIVE） - 源・アガタ・真珠 役
- 進戯団 夢命クラシックス「ROSE GUNS DAYS〜Season3〜」（2018年3月7日 - 11日、新宿・シアターサンモール） - 李梅雪 役
- ENG「山茶花」（2018年6月6日 - 10日、池袋・シアターグリーンBIG TREE THEATER） - 音羽 役
- Askプロデュース「山のバッキャロー!!」〜富岡製糸場〜 ＜前編＞ （2018年9月5日 - 10日、池袋・シアターグリーンBIG TREE THEATER） - 主演・東宮薫 役
- バンタムクラスステージ「クロッシング・クリスマス・クリアランス(完全版)」（2018年12月21日 - 25日、新宿村LIVE） - アルフレッド・ハイネ／フィル 役

2019年
- Askプロデュース「雪のバッキャロー!!」〜富岡製糸場〜＜後編＞（2019年1月30日 - 2月4日、池袋・シアターグリーンBIG TREE THEATER） - 主演・東宮薫 役
- ナナシノ( )「二酸化炭素」（2019年3月13日 - 21日、中野ウエストエンドスタジオ） - 主演・いずみ 役
- ENG「Second you sleep〜セカンドユースリープ〜」碧チーム（2019年4月17日 - 28日、日暮里・d-倉庫） - クイナ 役
- WBB plus「まわれ! 無敵のマーダーケース]」（2019年7月23日 - 28日、中野・ザ・ポケット） - 小山田さくら 役
- DMF/ENG「LAST SMILE -ラストスマイル-」（2019年8月23日 - 9月1日、池袋・シアターグリーンBIGTREETHEATER） - （ヒロイン・二役）ホアン・アイリー/津田沼 役
- 進戯団 夢命クラシックス「Lullaby」（2019年10月3日 - 6日、新宿・シアターサンモール） - 茶々 役
- 演劇ユニットTHE TEAM「コップの中の嵐」（2019年12月4日 - 8日、新宿・シアターブラッツ） - 西尾菜穂 役
- X-QUEST「三獣士─ヴァリアント・マスケティアーズ─」（2019年12月25日 - 29日、新宿・シアターサンモール） - ダルタニアン 役

2020年
- 朗読劇「Anniversary Tree」（2020年1月23日 - 26日、中野・劇場MOMO） - バレンタインキューピッドチーム・鏡明日香 役
- Uzumeプロデュース「青月の影、忘るる雷雲の中に」（2020年2月19日 - 23日、新宿・コフレリオシアター） - 神矢卯月 役
- TOブックス「淡海乃海‐現世を生き抜くことが業なれば-」（2020年3月25日 - 29日、新宿村LIVE） - 綾 役
- 劇団皇帝ケチャップ「春に思い出す、夏の君はもう遠く」（2020年9月9日 - 13日、池袋・シアターKASSAI） - 美佳子 役
- ENG「ほんとうにかくの?」（2020年12月23日 - 28日、池袋・シアターグリーンBIG TREE THEATER） - 芦谷紗江 役

2021年
- 秦組『方舟』「9999の正義」（2021年2月6日 - 14日、日暮里・d-倉庫） - シード・グリン 役
- 進戯団 夢命クラシックス「EMPEROR WARS」（2021年3月11日 - 14日、新宿・シアターサンモール） - 西部・メイ・義花 役
- アサルトリリィ×私立ルドビコ女学院「シュベスターの祈り」（2021年5月28日 - 6月6日、池袋・シアターグリーン BIG TREE THEATER） - 泉・ローザ・莉奈 役
- 進戯団 夢命クラシックス「Requiem」（2021年9月30日 - 10月3日、新宿・シアターサンモール） - 市 役
- アサルトリリィ×私立ルドビコ女学院「シュベスターの秘密」（2021年10月15日 - 24日、中野・ザ・ポケット） - 泉・ローザ・莉奈 役

2022年
- 100点un・チョイス!「白い星」（2022年2月16日 - 20日、中野・ザ・ポケット） - 野村麻衣 役
- style office「レイザーマーガレット〜エピソード0〜」（2022年4月27日 - 5月1日、池袋・シアターグリーンBIG TREE THEATER） - 北斗みなみ 役
- エヌオーフォー「abc♢赤坂ビーンズクラブ」（2022年7月7日 - 18日、赤坂RED/THEATER）
- ロクイチProduce「キープアウトな2人」（2022年8月13日 - 15日、中目黒トライ）
- Monkey Works「憧れのサンパチマイク」（2022年11月2日 - 6日、新宿・シアターサンモール） - 大貫美恵 役
- 秦組「And so this is Xmas」（2022年11月23日 - 27日、恵比寿・シアター・アルファ東京）

2023年
- GORIZO「ハザマDD〜ハザマ the Dimensional Detective〜」（2023年2月15日 - 23日、浅草九劇） - ヒロイ・ヒメカ 役
- 劇団皇帝ケチャップ「虚しさだけがいつも傍にある」（2023年4月19日 - 23日、浅草九劇） - 真鍋亜咲花 役
- 「志立彩色女学院アイドル科」（2023年5月24日 - 28日、高島平・バルスタジオ） - 妃美羽 役
- collaboLab「スペーストラベロイド」（2023年7月19日 - 23日、池袋・シアターグリーンBIG TREE THEATER）
- アサルトリリィ×私立ルドビコ女学院「白きレジスタンス〜真実の刃〜」（2023年8月19日 - 23日、大手町三井ホール） - 泉・ローザ・莉奈 役
- De-LIGHT「ネプテューヌ」（2023年9月28日 - 10月1日、CBGKシブゲキ!!） - バラーディア 役

2024年
- Cobaltpia「ダークなお仕事」（2024年1月23日 - 28日、池袋・シアターKASSAI） - 神谷葵 役
- umiushi「なんでもないトマトなのに」（2024年2月6日 - 11日、赤坂πTOKYO） - 玉紀 役
- 遠藤三貴プロデュース「メメントマリ」（2024年3月27日 - 31日、中野・テアトルBONBON） - 死神 役
- 進戯団 夢命クラシックス #28 20周年記念公演「Since Memory Chronicles」（2024年12月12日 - 15日、新宿・シアターサンモール）

2025年
- 笑いの実践集団 第3回公演 リーディングアクト「夏と夜と夢」（2025年1月14日 - 19日、シアター・アルファ東京）
- GORIZO STAGE Vol.9「ハザマDDD〜Hazama the Dimensional Detective Deux “ディディディーディ・ディーディディ”〜」（2025年2月14日 - 24日、浅草九劇） - ヒロイ・ヒメカ 役
- 劇団壱劇屋 東京支部「WIREINSATS-ヴィアインザッツ-」（2025年7月10日 - 13日、こくみん共済 coop ホール/スペース・ゼロ）

### モデル
- Cutie （宝島社）専属モデル
- Popsister （角川書店）
- Gothic and Lolita Bible Vol.39 （インデックス・コミュニケーションズ）
- 氣志團万博 2018年 グッズモデル
- Zipper 2011年5月号 （BABY THE STARS SHINE BRIGHT × Zipper タイアップページ出演）
- KERA
- ViVi
- 双木昭夫「ドールメイク・レッスン」
- 青木美沙子監修「ロリータファッションBOOK」
- RoseMarie seoir 広告モデル
- BABY,THE STARS SHINE BRIGHT 広告モデル
- 宝島社「SNOOPY レジカゴサイズのBIGショッピングバッグ BOOK Olive」
- 宝島社 「SNOOPY レジカゴサイズのBIGショッピングバッグ BOOK Black」
- 宝島社「SNOOPY 真空耐熱ミニボトル」
- 宝島社「SNOOPY インテリアマット」
- 宝島社「二眼レフカメラ 35mm Film Camera BOOK」
- Apleberute 広告モデル

### PV
- Halo+（ハロタス） 「Blue Shower」 （Village Again Records）
- 吉田Q 「夜桜デート」 （BRIDGE RECORDS）

### 歌手
- 「げんそじんのテーマ」 - （公式HP）
- 「打打打打打打打打打打」 - ヒゲドライバー join. SELEN 名義 (音楽ゲーム「REFLEC BEAT groovin!!」「SOUND VOLTEX II」収録)
- 実在性ミリオンアーサー Britain Music VOL.1
- 実在性ミリオンアーサー Britain Music VOL.2

### イベント出演
- 「水原ゆきと楠世蓮の色々詰め込んでみました。vol.1」（2018年5月8日(火)、新宿・V-1）
- 「水原ゆきと楠世蓮の色々詰め込んでみました。vol.2」（2018年11月13日(火)、新宿・V-1）
- みなぷろ mi(N)na produce.イベント「〜いろいろ詰め込んでみました!〜」（2019年9月7日(土) - 8日(日)、下北沢・北沢タウンホール）[70]
- 「A-kon 2019」（2019年6月27日-30日、アメリカ•ダラス）
- BABY,THE STARS SHINE BRIGHT ファッションショー